# Leptophis riveti
Leptophis riveti är en ormart som beskrevs av Despax 1910. Leptophis riveti ingår i släktet Leptophis och familjen snokar. Inga underarter finns listade i Catalogue of Life.
Denna orm förekommer i Costa Rica, Panama, i västra Colombia och västra Ecuador vid Stilla havet samt i Ecuador öster om Anderna. Den lever i låglandet och i bergstrakter upp till 1700 meter över havet. Leptophis riveti vistas i ursprungliga fuktiga skogar. Honor lägger ägg.
Beståndet hotas av skogens omvandling till odlingsmark och till samhällen. Populationens storlek är inte känd men arten har ett stort utbredningsområde. IUCN listar Leptophis riveti som livskraftig (LC).